# Axylia subcorticalis
Axylia subcorticalis là một loài bướm đêm trong họ Noctuidae.